# Bateia
Bateia (latinsky Batea) je v řecké mytologii dcera prvního trójského krále Teukra.
Bateia se provdala za Dardana, který byl synem nejvyššího boha Dia a Plejády Élektry. Dardanos se stal zakladatelem národa Dardanů, založil město a zemi, které se nazývaly jeho jménem. Z jejich rodu vzešli všichni vládcové Tróje, původně nazývané Ílios či Ílium. Z nich byl posledním vládcem Priamos, který byl svědkem dobytí a zničení města řeckými vojsky.
Aineiás odvedl Dardany a trojské utečence daleko na západ. Usadili se v Itálii, tam založili nové město, předchůdce Říma.